# Народна библиотека „Свети Сава” Аранђеловац
Народна библиотека „Свети Сава” у Аранђеловцу је први пут регистрована 1958. године. Претеча библиотеке у Аранђеловцу је било Читалиште које се отворило 1869. године, а отворио га је Панта Луњевица, отац Драге Машин, који је тада био срески начелник у Аранђеловцу.

## Историја
Само десет година након што је Аранђеловац постао варош, 1869. године, отворило се Читалиште заслугом  Панте Луњевице.
Убрзо се учланило 55 чланова који су дали прилог 40 дуката за претплату на 10 листова. Читаоница се следећи пут спомиње у извештају датом Министарству просвете 1874. године, где се наводи да је Читаоница имала 72 члана, 40 разних књига на српском језику и да је била претплаћена на 11 листова. Од оснивања Гимназије 1920. године библиотека је радила у оквиру школске зграде.
За време Другог светског рата, знатан број књига је сачуван у хотелу „Старо здање”.
Библиотека је први пут регистрована 1958. године. После рата, библиотека се често селила из једне у другу зграду.
Уселила се у зграду у Јадранској улици 1961. године и ту је остала 20 година. Тада је садржала 20000 књига.
Библиотека се 12. фебруара 1982. сели у нови простор у улици Раде Кончара 1. Простор је 2017. године проширен пројектом Министарства културе и Општине Аранђеловац, чиме су створени услови за формирање Дечијег одељења "Панта Луњевица". Поред Дечијег одељења, библиотека поседује и Позајмно одељење за одрасле, Одељење за обраду и набавку књига и Завичајно одељење.
Број чланова библиотеке износи преко 8000, а фонд књига се попео на 80000. Једна је од првих библиотека које су увеле библиотечки програм „ИСИС“, а тренутно користи савремени библиотечки програм „БИСИС“.
Давне 1986. године добила је награду „Милорад Панић-Суреп”, а такође је добила и Плакету Народне библиотеке Србије за значајан допринос у раду и развоју библиотекарства.